# Armadillidium ormeanum
Armadillidium ormeanum is een pissebed uit de familie Armadillidiidae. De wetenschappelijke naam van de soort is voor het eerst geldig gepubliceerd in 1931 door Verhoeff.